# Seznam jezer v Norsku
Norská jezera (norsky jezero - innsjø). V Norsku je jezer značné množství a naprostá většina je ledovcového původu.

## Největší jezera podle rozlohy
Tabulka obsahuje přehled přírodních jezer Norska s plochou přes 70 km² (bez norských přehrad).
| jezero       | rozloha [km²] | poloha [m n. m.] | hloubka [m] | kraj                 |
| ------------ | ------------- | ---------------- | ----------- | -------------------- |
| Mjøsa        | 365,19        | 123              | 468         | Akershus, Innlandet  |
| Røssvatnet   | 218,61        | 383              | 240         | Nordland             |
| Femunden     | 203,52        | 662              | 132         | Innlandet, Trøndelag |
| Randsfjorden | 139,23        | 135              | 120         | Innlandet            |
| Tyrifjorden  | 138,56        | 63               | 330         | Buskerud             |
| Snåsavatnet  | 121,58        | 22               | 125         | Trøndelag            |
| Tunnsjøen    | 100,18        | 358              | 220         | Trøndelag            |
| Limingen     | 93,50         | 418              | 192         | Trøndelag            |
| Øyeren       | 84,74         | 101              | 71          | Akershus, Østfold    |
| Blåsjø       | 84,48         | 1055             | ?           | Agder, Rogaland      |
| Altevatnet   | 79,71         | ?                | ?           | Troms                |
| Møsvatnet    | 78,31         | ?                | ?           | Telemark             |
| Nisser       | 76,30         | ?                | ?           | Telemark             |
| Siiddašjávri | 0,96          | ?                | ?           | Nordland             |

## Nejhlubší jezera
Tabulka obsahuje přehled přírodních jezer Norska s hloubkou přes 200 m (bez norských přehrad).
| jezero                 | hloubka [m] |
| ---------------------- | ----------- |
| Hornindalsvatnet       | 514         |
| Salsvatnet             | 464         |
| Tinnsjå                | 460         |
| Mjøsa                  | 444         |
| Fyresvatn              | 377         |
| Suldalsvatnet          | 376         |
| Bandak                 | 325         |
| Lundevatnet            | 314         |
| Storsjøen (i Rendalen) | 309         |
| Totak                  | 306         |
| Tyrifjorden            | 288         |
| Breimsvatnet           | 278         |
| Nisser                 | 240         |
| Jølstravatnet          | 233         |
| Røssvatnet             | 231         |
| Oppstrynsvatnet        | 230         |
| Tunnsjøen              | 222         |
| Dingevatnet            | 220         |
| Selbusjøen             | 206         |
| Kviteseidvatnet        | 201         |

## Největší jezera podle objemu
Tabulka obsahuje přehled přírodních jezer Norska s objemem přes 2 km³ (bez norských přehrad).
| jezero                        | objem [km³] |
| ----------------------------- | ----------- |
| Mjøsa                         | 56,24       |
| Røssvatnet (po přehrazení)    | 14,80       |
| Tyrifjorden                   | 13,13       |
| Røssvatnet (před přehrazením) | 12,60       |
| Hornindalsvatnet              | 12,06       |
| Tinnsjå                       | 9,71        |
| Tunnsjøen                     | 8,68        |
| Limingen                      | 8,34        |
| Randsfjorden                  | 7,31        |
| Nisser                        | 7,19        |
| Storsjøen (i Rendalen)        | 7,07        |
| Salsvatnet                    | 6,87        |
| Femunden                      | 6,00        |
| Norsjø                        | 5,10        |
| Lundevatnet                   | 4,49        |
| Suldalsvatnet                 | 4,49        |
| Selbusjøen                    | 4,03        |
| Bandak                        | 3,17        |
| Totak                         | 2,36        |

## Další jezera s článkem
- Bygdin
- Gjende
- Tyin